# Aktiverad kostnad
Aktiverad kostnad är en redovisningsterm som innebär att en kostnad tas upp i balansräkningen som en tillgång. Exempel på aktiverade kostnader är forskning och utveckling (F&U).